# 庫氏獅子魚
庫氏獅子鱼，为輻鰭魚綱鮋形目杜父魚亞目狮子鱼科的其中一種。分布於西北太平洋區，包括日本海及韃靼海峽等海域，屬底棲性魚類，生活習性不明。